# Josep Ben Meir Ibn Sabara
Josep ben Meir Ibn Sabara (en hebreu: יוסף בן מאיר אבן זבארה, /joˈsɛf ben meˈiʀ ibᵊn zaˈbaʀa/; Barcelona, vers 1140 – Barcelona, vers 1200) fou un escriptor i metge jueu català.
Ibn Sabara va néixer a Barcelona vers la fi de la primera meitat del Segle XII. És possible que la seva fos una de les moltes famílies jueves que, precisament en aquells anys en què els Almohades conquistaven la part musulmana de la península ibèrica (anomenada Sefarad pels jueus), s'havien refugiat en terres cristianes, entre les quals Catalunya. De jove, Josep va viatjar a Occitània, per instruir-se amb el rabí Josep Qimhí (pare de l'exegeta David Qimhí) a Narbona.
És altament probable que Ibn Sabara fos també metge o, de totes passades, posseïa sòlids coneixements de medicina.
Va estudiar astronomia, filosofia, música, matemàtica i altres ciències; era un expert de fisiognomonia, coneixia proverbis àrabs i, naturalment, també la literatura religiosa del Talmud, encara que es desconeix amb quin nivell d'aprofundiment.
El seu mecenes va ser un ric cortesà dels comtes-reis de Catalunya, Sheshet Benveniste (1131-1209), metge d'Alfons I el Cast (que va regnar del 1174 al 1196) i de Pere el Catòlic (del 1196 al 1213).

## Obres
De Josep Ben Meir Ibn Sabara han perviscut algunes obres literàries: la més extensa i important és el Séfer Ša’ašu’im, dedicat a Sheshet Benveniste; així mateix, un petit poema didàctic de temàtica mèdica, els Batté ha-Nèfesh ('Les estrofes de l'ànima', o 'Les seus de l'ànima'), i altres obres breus com "Les dites dels metges", "El vot d'una vídua" o "La dita del seny d'una dona", que podrien ser fragments separats del Séfer Ša’ašu’im.

### ElSéfer Ša’ašu’im
L'obra més important de Ibn Sabara és, sens dubte, el Séfer Ša‘ašu‘im (o Xaaixuïm 'Llibre dels ensenyaments delectables'). L'obra va ser escrita entre el 1170 i el 1200 i, generalment, se l'adscriu al gènere literari àrab de la maqama, ço és', una obra en prosa rimada, amb la inserció de fragments en vers, que presenta un successió d'episodis narratius, com ara anècdotes, contes més o menys populars, i també descripcions de fets succeïts realment. Aquest gènere sorgeix a Bagdad en Segle IX, però l'època en què coneix major popularitat és a principis del Segle XII, gràcies a l'obra literària de l'escriptor àrab al-Ḥariri de Bàssora.
El narrador i protagonista, que parla en primera persona, es diu Josep com l'autor i, com ell, és metge a Barcelona. Josep es deixa convèncer per un home d'alçada gegantina, anomenat Enan, per acompanyar-lo en un viatge cap a la ciutat en què el gegant té casa seva. El viatge comença després d'una llarga conversa sobre la idoneïtat de deixar Barcelona, amb les oportunitats i les garanties que la ciutat ofereix. Encabat, Josep i Enan emprenen lamarxa damunt del grop de llurs ases, visiten diverses ciutats i entaulen llargues discussions; la senda dels dos companys de viatge continuarà a través de la Península Ibèrica, passant per la ciutat de "Toba" (possiblement Còrdova), i per la ciutat – que roman anònima – on viu Enan.
Una nit, Josep s'enrabia amb el seu company perquè aquest posa un morrió al seu ase famolenc. Es tracta d'un moment clau de la narració, perquè el gegant aprofita l'avinentesa per revelar-li que és un dimoni, descendent d'una antiga família de diables; no obstant això, Josep no n'ha de tenir por, perquè Enan no ha estat enviat per fer-li cap mal.
A la fi, tanmateix, Josep no aprecia gaire la ciutat d'Enan, car cadascú pensa solament a si mateix i als béns materials, i així la seva amistat amb Enan es va deteriorant. Finalment, Josep decideix tornar a casa seva.
Els dos companys es conten diverses històries: quinze contes. A vegades els personatges utilitzen els contes per demostrar la pròpia tesi (una recurs estilístic present també en la narrativa d'altres autors com Ramon Llull), mentre que altres vegades els contes del metge i del gegant serveixen com a entreteniment i prou. Llurs diàlegs també es veuen enriquits per un gran nombre d'aforismes, sovint atribuïts a Plató i a Aristòtil.

Juntament amb d'altres autors àrabs i hebreus de la Península Ibèrica, Ibn Sabara va tenir un paper important en la transmissió de la cultura oriental cap a occident. Els seus contes segueixen el patró d'obres com el Llibre de Calila i Dimna (Panchatantra, traduït del sànscrit al persa mitjà i d'aquesta llengua a l'àrab per Ibn al-Muqaffa el Segle VIII), o el persa Llibre dels set savis, o encara el conte de Sindbad el mariner. Alguns dels contes del mateix Ibn Sabara es trobaran més endavant en reculls cristians d'exempla, com el Conde Lucanor de l'infant don Joan Manuel o el Llibre de buen amor de l'arxipreste d'Hita, ambdós escrits cap al 1330.